# Pelgrimshoorn

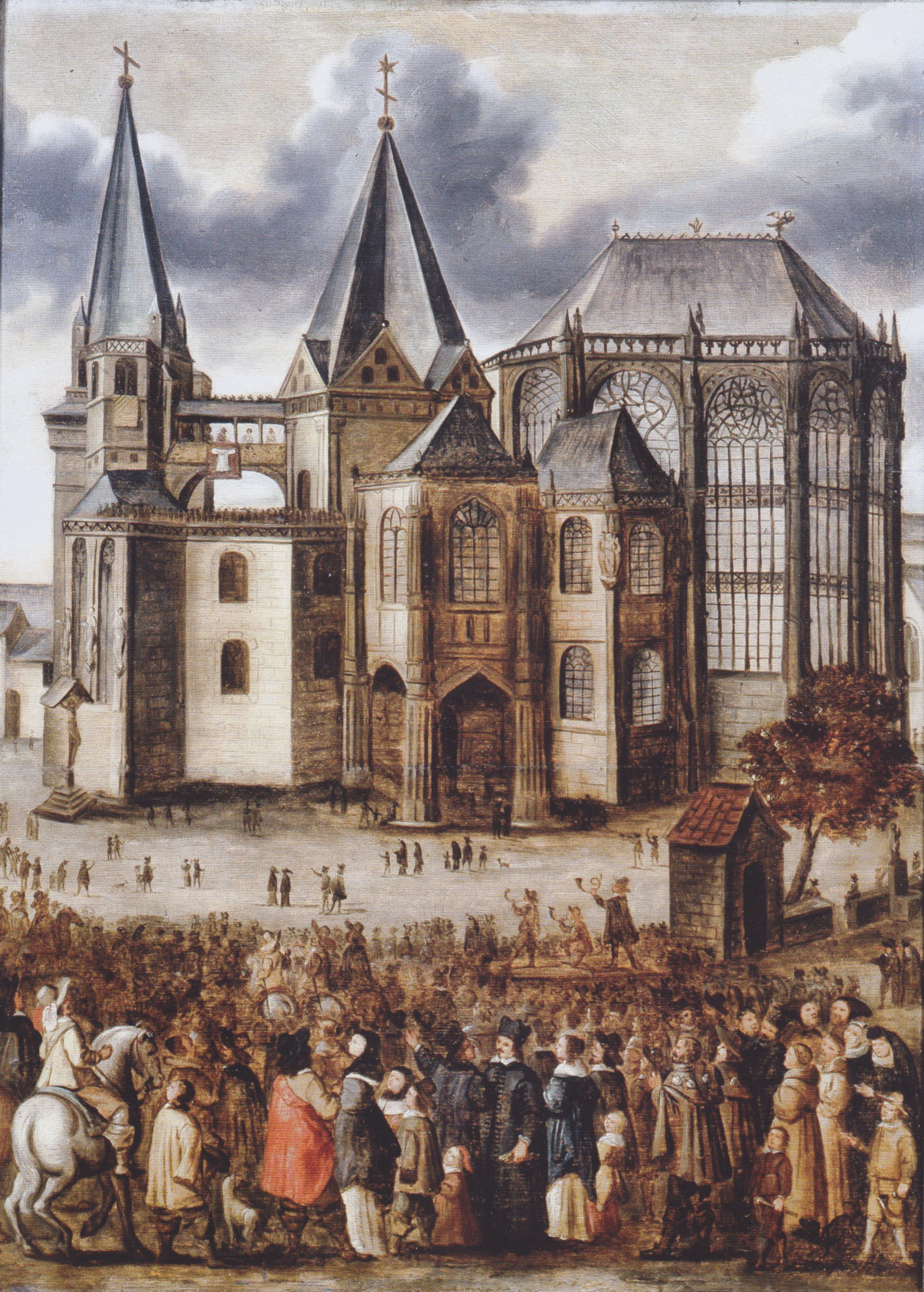
Reliekentoning te Aken (linksboven op de galerij) waarbij pelgrims op hun hoorns blazen

Een pelgrimshoorn is een middeleeuws blaasinstrument dat behoort tot de uitrusting van pelgrims. De hoorn werd geblazen tijdens religieuze processies en reliekentoningen in het openbaar. Hiermee werden boze geesten verdreven en werd de aandacht van de toeschouwers getrokken.
Zo is bekend dat na afloop van de reliekentoning vanaf de dwerggalerij tijdens de Maastrichtse heiligdomsvaart, het verzamelde volk op het Vrijthof op hun pelgrimshoorns blies, terwijl de kerkklokken luidden. Hetzelfde gebeurde te Aken en vermoedelijk in andere bedevaartplaatsen.
In Nederland zijn pelgrimshoorns gevonden bij opgravingen op de Hof in Amersfoort en in de Lieve Vrouwegracht in Montfoort. De vorm van de pelgrimshoorn is meestal gebogen, zoals het exemplaar uit Keulen op de foto hieronder. Er bestaan echter ook gebogen pelgrimshoorns, waarbij de vorm doet denken aan een waldhoorn.

## Afbeeldingen

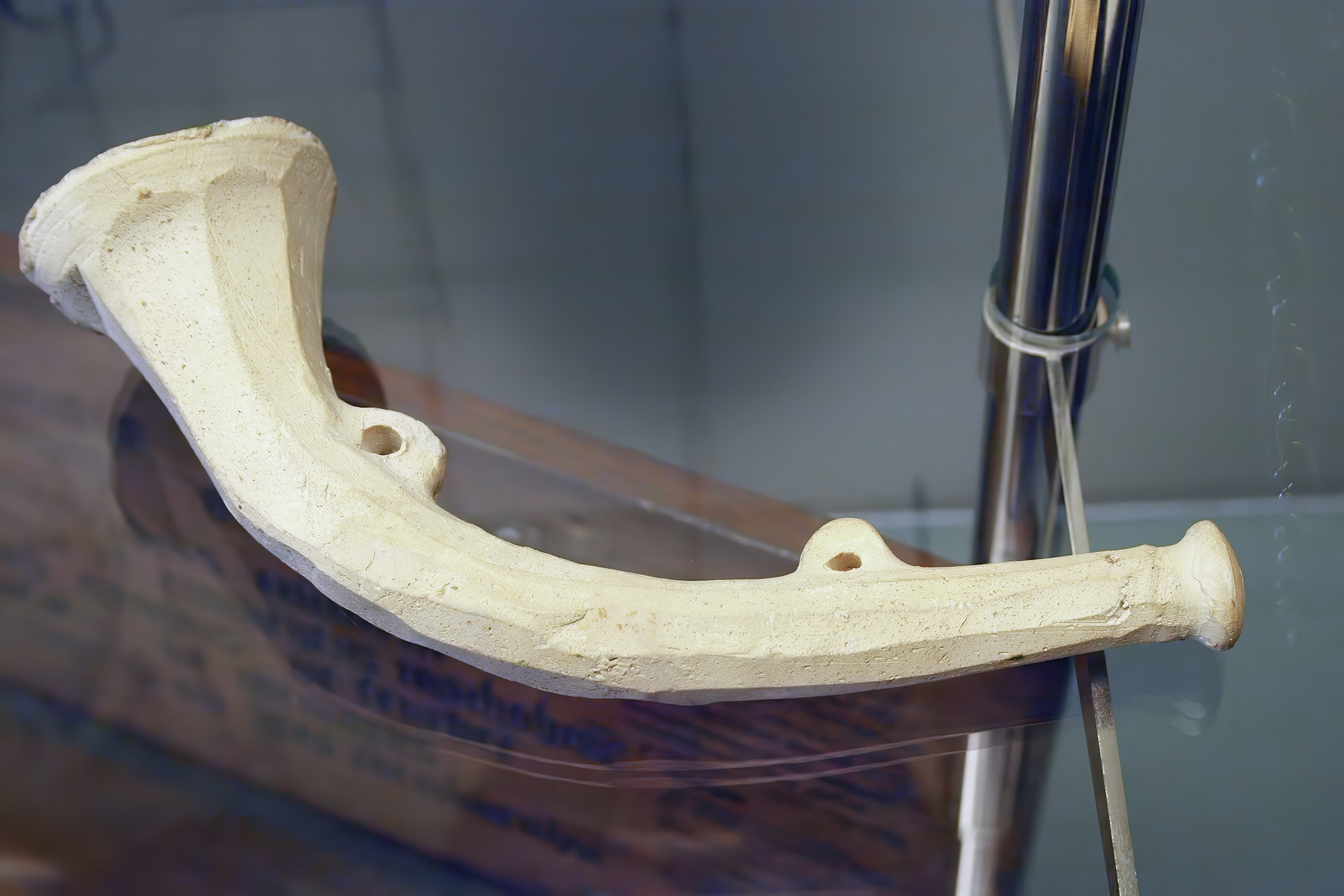
Pelgrimshoorn (15e eeuw), gevonden in Keulen
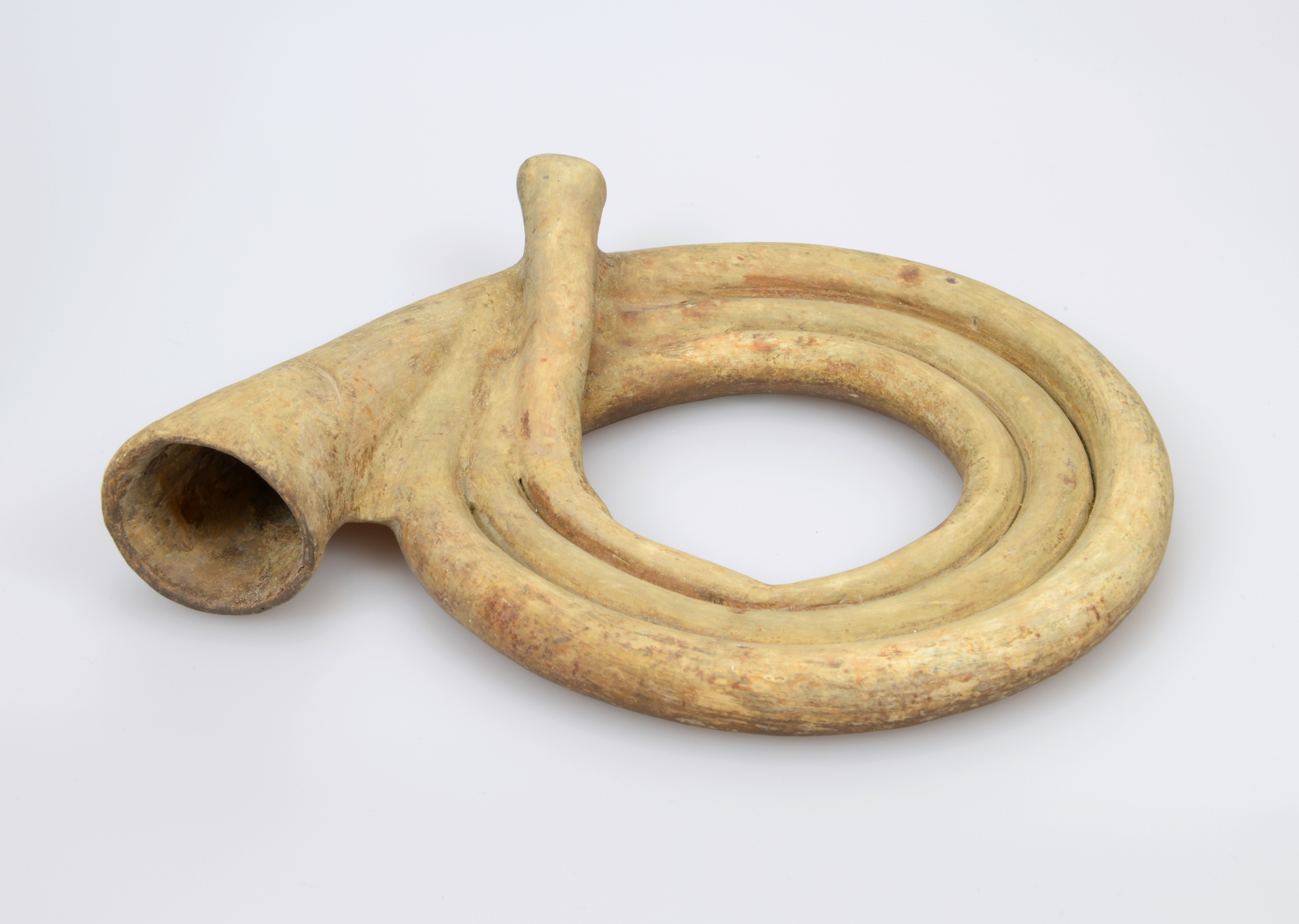
Pelgrimshoorn (waldhoorn, 16e eeuw), gevonden in Middenmeer
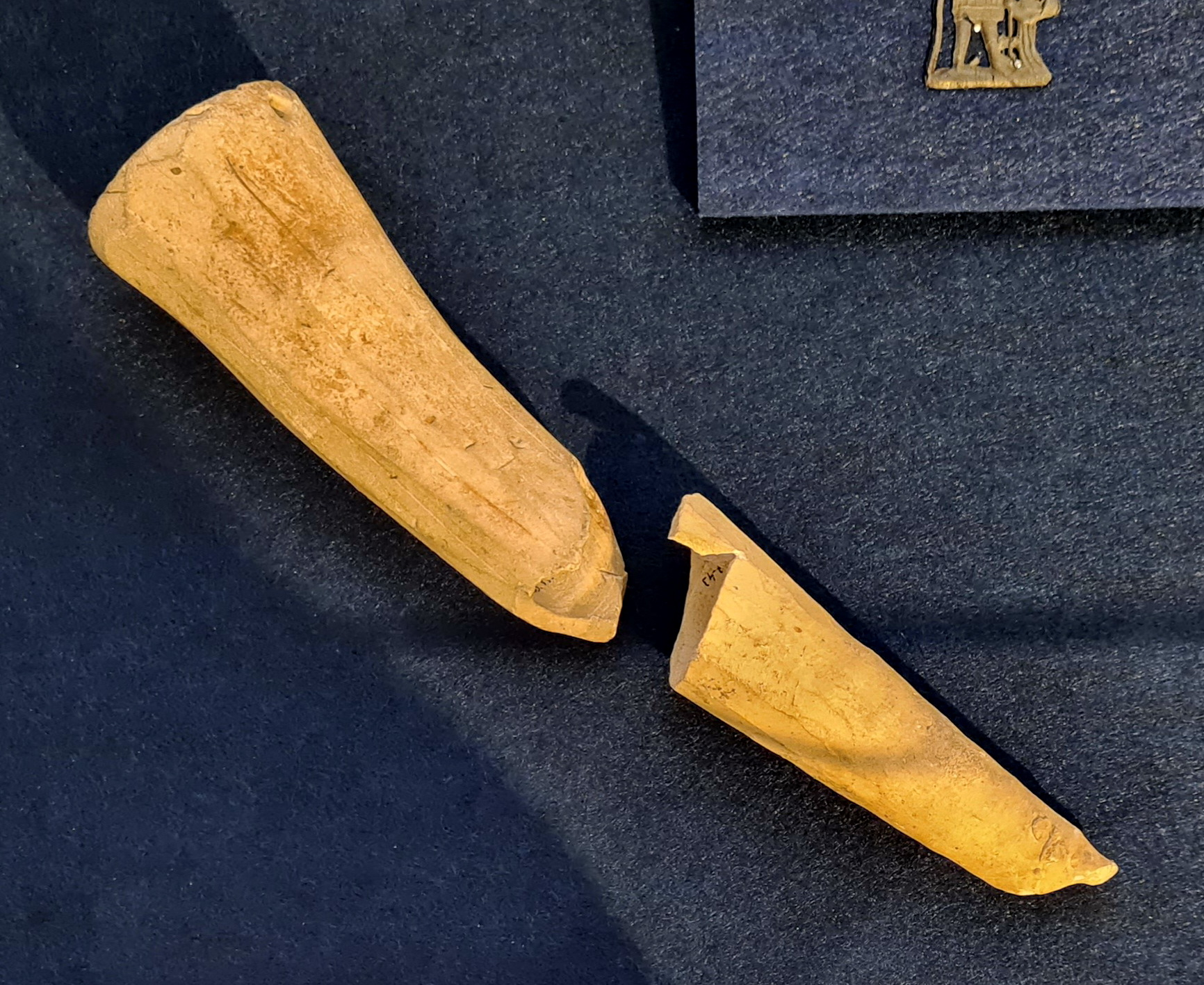
Gebroken pelgrimshoorn (15e eeuw), gevonden in Maastricht
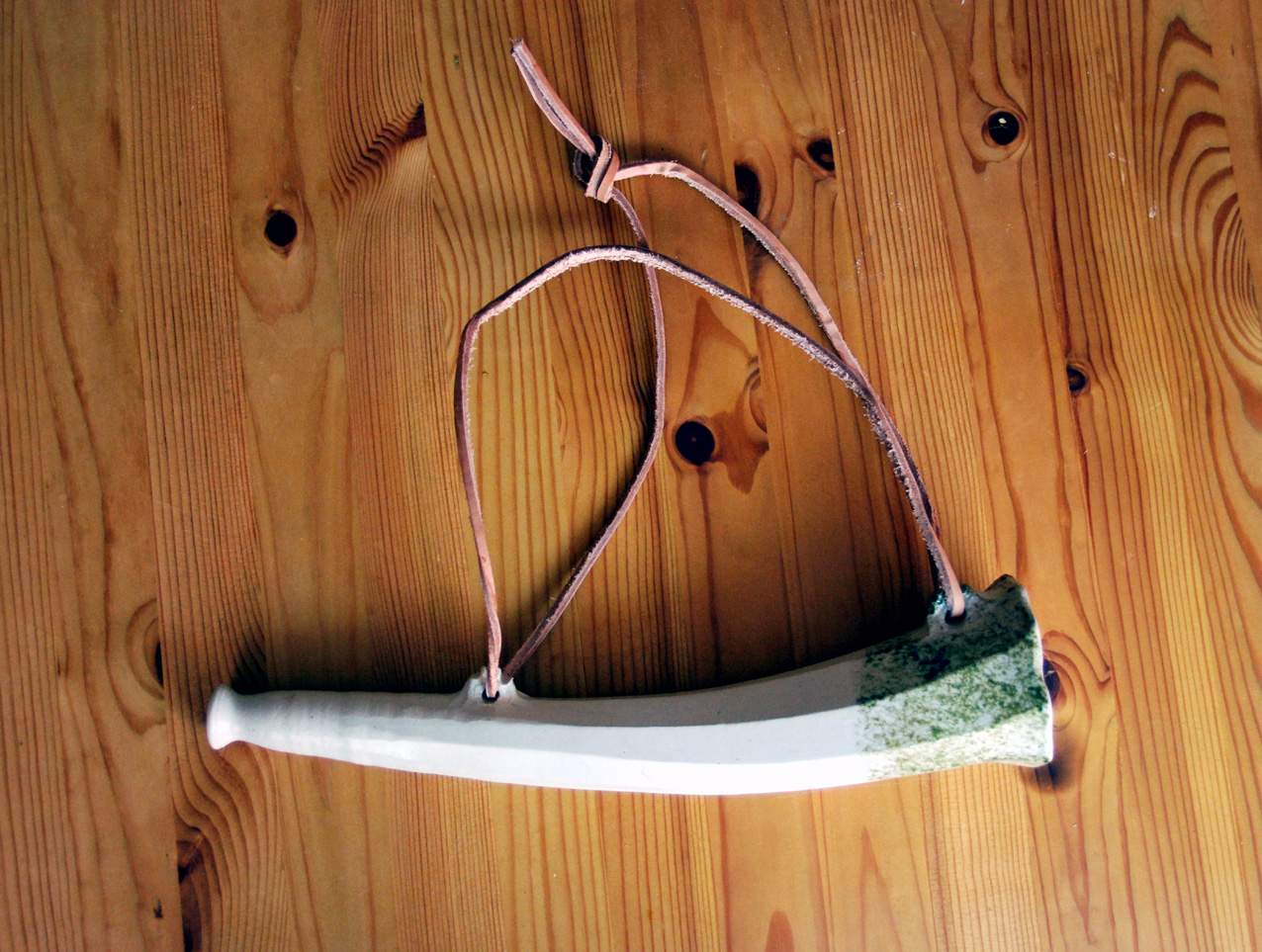
Replica van een Akense pelgrimshoorn